# Polygon (blockchain)
Ne doit pas être confondu avec Polygone (homonymie).
Polygon (anciennement MATIC Network) est une plateforme de scalabilité de blockchain indienne. Elle répond aux difficultés auxquelles fait face Ethereum tels que les frais importants, la mauvaise expérience utilisateur et un nombre de transaction par seconde bas. Elle vise à créer un écosystème multi-chaîne de blockchain compatibles avec Ethereum.
Polygon utilise une unité de compte dénommée « Matic » comme moyen de sécuriser son système et pour sa gouvernance. Son sigle correspondant, utilisé par les plateformes d'échanges, est « MATIC ». Polygon fait partie du Top 20 des monnaies cryptographiques décentralisées, avec une capitalisation supérieure à 10 milliards d'euros en avril 2022. Polygon est impliqué dans la DeFi, les DApp (Decentralized Application), les DAO et les NFT.

## Histoire
Le projet  « MATIC Network » est initié par quatre ingénieurs logiciels, Jaynti Kanani, Sandeep Nailwal, Anurag Arjun et Mihailo Bjelic, qui fondent une startup basée à Bombay.
En décembre 2019, le token MATIC connaît un crack de 70% qui pousse le patron de Binance, Changpeng Zhao à publier sur Twitter pour rassurer les utilisateurs de la plateforme.
En janvier 2021 l'agence de presse internationale Associated Press lance une marketplace de NFT sur Polygon.
En février 2021 le projet change de nom, alors que son périmètre s'agrandit et s'étend aux metavers,.
En décembre 2021, Polygon rachète la startup Predicate Labs, qui a développée la Blockchain Mir afin d'accéder à une technologie appelée « zero-knowledge rollups » qui décharge les données d'Ethereum pour réduire les frais et accélérer le process de transaction,.
En février 2022 Polygon lève 450 millions de dollars en vendant des tokens Matic aux investisseurs de Sequoia Capital India.
En avril 2022, la société de solutions financières Stripe choisi Polygon pour les paiements en crypto-monnaie pour ses « frais faibles, sa vitesse, son intégration avec Ethereum, et sa compatibilité avec de nombreux portefeuilles ». Twitter sera le premier bénéficiaire du service alimenté par Polygon,.
En juillet 2022 Polygon est sélectionnée pour participer au programme d'accélération de 2022 de Disney, pour se développer dans les domaines de la réalité augmentée, des NFT et des expériences d'IA. Ce programme est conçu pour pousser la croissance d'entreprises innovantes.
En octobre 2023, Polygon a annoncé la mise en place d'un "conseil de gouvernance". Cette initiative s'inscrit dans le cadre de la feuille de route de Polygon 2.0 visant à décentraliser davantage sa gouvernance. Le conseil est composé de 13 membres, dont certains sont des figures reconnues dans le monde de la blockchain et de la cryptomonnaie, tels que Viktor Bunin de Coinbase et Justin Drake de la Fondation Ethereum. Le rôle principal de ce conseil sera de superviser les modifications apportées aux contrats intelligents du système Polygon sur Ethereum. De plus, il guidera les futures mises à jour en suivant un processus dirigé par la communauté. Cette démarche vise à renforcer la sécurité et la responsabilité dans la gouvernance des protocoles Polygon.